# پاراگوئه
پاراگوئه (به اسپانیایی: Paraguay) با نام رسمی جمهوری پاراگوئه (به اسپانیایی: República del Paraguay) کشوری است در آمریکای جنوبی. پایتخت آن آسونسیون و جمعیت آن حدود ۷٬۱۳۳٬۰۰۰ نفر است. زبان‌های رسمی آن اسپانیایی و زبان گوارانی است و واحد پول آن گوارانی است. حدود ۹۲٪ از جمعیت توان صحبت به اسپانیایی و ۹۸٪ نیز توان تکلم به گوارانی را دارند.
پاراگوئه کشوری محصور در خشکی و مساحت آن ۴۰۶٬۷۵۲ کیلومتر مربع است. پاراگوئه از سوی جنوب و جنوب غربی با آرژانتین، از شرق و شمال شرق با برزیل، و از سوی شمال غرب با بولیوی هم‌مرز است. زمین‌های پاراگوئه در دو سوی رودخانه پاراگوئه قرار گرفته که از میانه کشور از شمال به جنوب در جریان است.
پیش از ورود اروپاییان در سده شانزدهم، مردم گوارانی در پاراگوئه زندگی می‌کردند. در آن سده پاراگوئه به بخشی از امپراتوری استعماری اسپانیا تبدیل شد. پس از استقلال از اسپانیا در سال ۱۸۱۱ پاراگوئه توسط یک رشته از دیکتاتورهایی که به دنبال سیاست‌های انزواگرایانه بودند حکومت شد. جنگ فاجعه‌بار پاراگوئه (۱۸۶۴–۱۸۷۰) که در آن ۶۰٪ تا ۷۰٪ از جمعیت کشور جان باخت باعث توقف در پیشرفت این کشور در آن دهه‌ها شد. در طول بخش بزرگی از قرن بیستم کشور توسط آلفردو اشتروسنر حکومت می‌شد که این حکومت از درازمدت‌ترین دیکتاتوری‌های آمریکای جنوبی به‌شمار می‌آید. در سال ۱۹۸۸ استروسنر ساقط شد و انتخابات آزاد در ۱۹۹۳ برگزار گردید.

## تاریخ
برای اولین بار اروپایی‌ها در اوایل قرن ۱۶ میلادی این کشور را کشف کردند و شهر آسونسیون در تاریخ ۱۵ اوت ۱۵۳۷ توسط جهانگرد اسپانیایی، خوان د سالارز بنا نهاده شد. پس از مدتی این شهر به مرکز ایالت مستعمره اسپانیایی و جایگاه اولیهٔ هیئت جامعهٔ یسوعی و محل سکنی گزینی در آمریکای جنوبی در سده ۱۸ تبدیل شد. پاراگوئه درتاریخ ۱۴ مه ۱۸۱۱ با برانداختن متولیان اسپانیایی، استقلال خود را اعلام کرد.
تاریخ پاراگوئه شاهد دروه‌های طولانی سلطهٔ دولت‌های بیگانه، عدم ثبات سیاسی، جنگ‌های داخلی و جنگ‌های ویرانگر کشورهای همسایه بوده‌است. تاریخ مستعمره بودن این کشور را می‌توان به دوره‌های مشخص تقسیم کرد:
1. ۱۸۱۱–۱۸۱۶: پیدایش تمدن
2. ۱۸۱۶–۱۸۴۰: دولت خوزه گاسپار رودریگز د فرانسیا
3. ۱۸۴۰–۱۸۶۵: دولت‌های کارلوس آنتونیو لوپز و فرانسیسکو سولانو لوپز
4. ۱۸۶۵–۱۸۷۰: جنگ دول سه‌گانه
5. ۱۸۷۰–۱۹۰۴: بازسازی پس از جنگ و دولت حزب کلورادو (پاراگوئه) حزب کلورادو
6. ۱۹۰۴–۱۹۳۲: حزب آزادیخواه و حرکت بسوی جنگ چاکو
7. ۱۹۳۲–۱۹۳۵: جنگ چاکو
8. ۱۹۳۵–۱۹۴۰: دولت‌های حزب انقلابی فبرریستا و خوزه فلیکس استیگاریبیا
9. ۱۹۴۰–۱۹۴۸: دولت هیگینیو مورینیگو
10. ۱۹۴۸–۱۹۵۴: جنگ داخلی پاراگوئه، روی کار آمدن مجدد حزب کلورادو
11. ۱۹۵۴–۱۹۸۹: دیکتاتوری آلفردو استروسنر
12. ۱۹۸۹- زمان حال: جنبش بی مسیر- - تحول به سوی دموکراسی

جنگ دولت‌های سه‌گانه و جنگ چاکو مراحل مهمی از تاریخ پاراگوئه‌اند، زیرا استقلال این کشور از اسپانیا، تقریباً بدون جنگ و خون‌ریزی بود. پاراگوئه در جنگ دول سه‌گانه، با برزیل آرژانتین و اروگوئه مبارزه کرد و در سال ۱۸۷۰ پس از پنج سال جنگ خونین در آمریکای جنوبی، شکست خورد. پاراگوئه مقدار زیادی از اراضی خود را توسط برزیل و آرژانتین از دست داد. جنگ چاکو با کشور بولیوی بود که بولیوی در اوایل دههٔ ۳۰ میلادی شکست خورد.
پاراگوئه حاکمیت خود را بر منطقهٔ چاکو تجدید کرد و برای بدست آوردن صلح، اراضی زیادی را به عنوان جریمه از دست داد.
تاریخ پاراگوئه آکنده از اختلاف نظر میان تاریخ‌شناسان، فرهیختگان و سیاست‌مداران است. بسیاری از رویدادهای تاریخی، به‌ویژه جنگ‌ها، بسته به اینکه کتاب تاریخی نوشته شده در پاراگوئه، آرژانتین، برزیل یا بولیوی را بخوانید، تغییر می‌کنند. همچنین احزاب اصلی پاراگوئه مانند حزب کلورادو و حزب آزادیخواه (پاراگوئه) (حزب آزادیخواه نیز بر سر تاریخ پاراگوئه با یکدیگر اتفاق نظر ندارند.

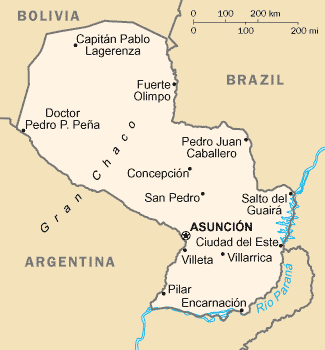
نقشهٔ پاراگوئه

## جغرافیا
پاراگوئه از شرق با برزیل، جنوب و غرب با آرژانتین و از شمال با بولیوی مرز دارد. در کنارهٔ جنوب شرقی، رودخانهٔ پارانا قرار دارد که سد ایتایپو، به‌طور مشترک با برزیل بر روی آن احداث شده‌است. این سد در حال حاضر بزرگ‌ترین نیروگاه برق‌آبی در دنیا است و تقریباً تمام برق مورد نیاز پاراگوئه را تأمین می‌کند. نیروگاه برق‌آبی دیگری که بر روی رودخانهٔ پارانا قرار دارد، سد یا کیرتا) یاکیرتا است که به‌طور مشترک بین آرژانتین و پاراگوئه احداث شده‌است. امروزه پاراگوئه بزرگ‌ترین صادرکنندهٔ نیروی برق‌آبی در دنیا است.
آب و هوای محلی بین آب و هوای شبه استوایی تا آب و هوای معتدل تغییر می‌کند، در نواحی شرقی بارش زیاد باران و در نواحی غربی مناطق تقریباً خشک به چشم می‌خورند.

## امور سیاسی

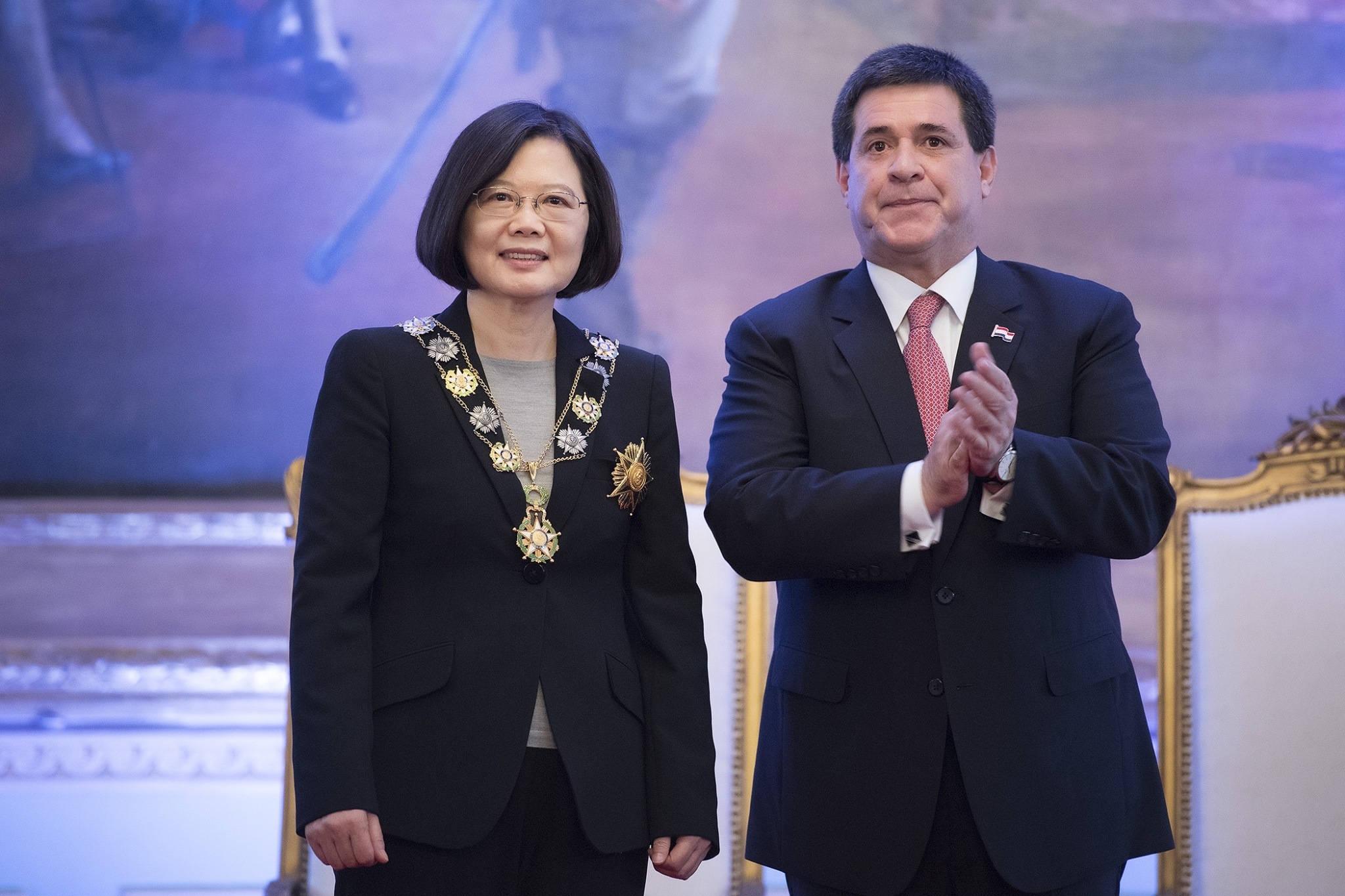
هوراسیو کارتس رئیس‌جمهور پاراگوئه و تسای اینگ-ون رئیس‌جمهور جمهوری چین (پاراگوئه تنها تایوان را به رسمیت می‌شناسد و با جمهوری خلق چین رابطه دیپلماتیک ندارد)

امور سیاسی پاراگوئه در چهارچوب نظام سیاسی رئیس‌جمهوری، دمکراتیک جایگزینی، جمهوری قرار دارد که رئیس‌جمهور پاراگوئه هم نفر اول کشور و هم نفر اول دولت است و رئیس تقسیمات چند جزئی به‌شمار می‌آید.
قوهٔ مجریه در اختیار دولت است. قوهٔ مقننه به دولت و دو خانهٔ کنگرهٔ ملی واگذار شده‌است. قوهٔ قضاییه مستقل از قوهٔ مقننه و قوهٔ مجریه‌است.

## اقتصاد
پاراگوئه اقتصاد بازاری دارد که نشانهٔ بارز آن، فعالیت عمدهٔ بخش خصوصی است که در زمینهٔ صادرات مجدد کالاهای مصرفی وارداتی به کشورهای همسایه و هزاران بنگاه اقتصادی، فعالیت می‌کنند. عمدهٔ فعالیت‌های اقتصادی پاراگوئه بر مبنای کشاورزی، بازرگانی محصولات کشاورزی و دامپروری قرار دارد.
پاراگوئه سومین کشور صادرکنندهٔ سویا است و صادرات گوشت آن نیز با توجه به وسعت این کشور، قابل توجه‌است. درصد زیادی از مردم پاراگوئه، از طریق کارهای کشاورزی امرار معاش می‌کنند.
پتانسیل اقتصادی پاراگوئه در طول تاریخ به علت محصور بودن این کشور در خشکی، محدود بوده‌است. هرچند این کشور از طریق رودخانهٔ پارانا به اقیانوس آتلانتیک وصل می‌شود.
به خاطر حالت مدیترانه‌ای، اقتصاد پاراگوئه وابستگی زیادی به برزیل و آرژانتین دارد. بنابر عهدنامه‌های متعدد، پاراگوئه در کشورهای آرژانتین، اروگوئه و برزیل دارای گمرک آزاد است که محصولات را به آنجا صادر می‌کند. مهم‌ترین این بنادر آزاد، در پاراناگوا ساحل برزیلی آتلانتیک قرار دارد.
پل دوستی که بر روی رودخانهٔ پارانا ممیان شهر سیوداد دل استه و شهر برزیلی فوز دو ایگواچو نصب شده‌است، باعث تردد حدود ۴۰٬۰۰۰ مسافر میان دو کشور شده‌است و راهیابی زمینی پاراگوئه به پاراناگوا را نیز تضمین می‌کند. اقتصاد پویایی میان سیوداد دل استه و فوزدو ایگواچو در جریان است که عمدتاً مبتنی بر بازرگانی بین‌المللی و خرید و فروش بازرگانان برزیلی موسوم به ساکولیروس، می‌باشد.
حدود %۶۰ تولید ناخالص ملی از تجارت و صادرات به برزیل و آرژانتین حاصل می‌شود. با وجود مشکلات ناشی از ناپایداری سیاسی و اصلاحات ساختاری آهسته، پاراگوئه از سال ۱۹۹۱ عضو بلوک تجارت آزاد MERCOSUR بوده‌است.

## سرشماری نفوس

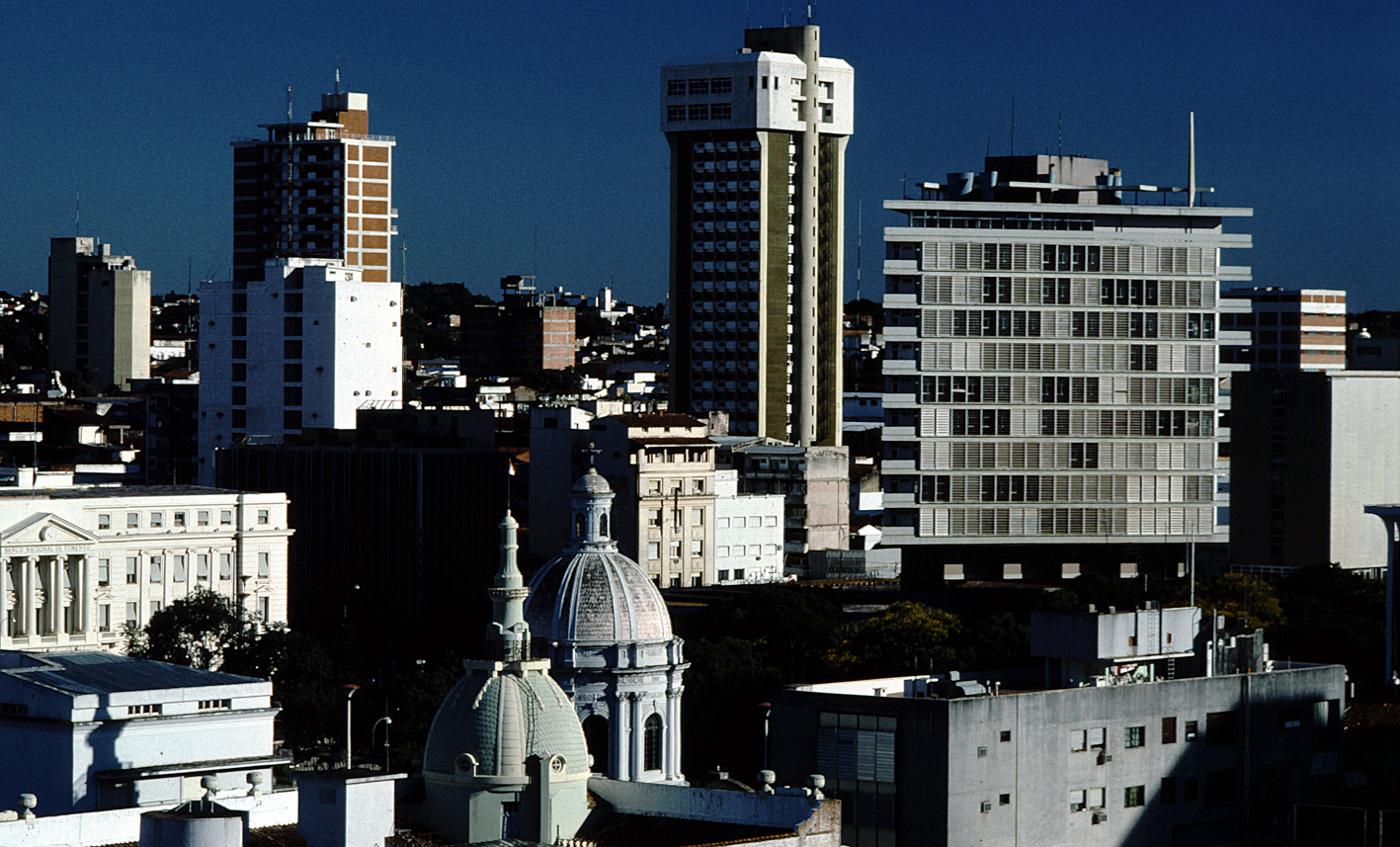
آسونسیون، پایتخت پاراگوئه

از نوع نژاد، فرهنگ و آداب اجتماعی، پاراگوئه یکی از یکدست‌ترین مردمان را در بین کشورهای آمریکای لاتین دارد. حدود ۹۵٪ مردم از نژاد مستیزو اند که ترکیب نژادهای اسپانیایی و گوارانی – سرخ‌پوست است.
تنها نشان باقی‌مانده از فرهنگ گوارانی، زبان گوارانی است که ۹۴٪ مردم به این زبان صحبت می‌کنند. زبان‌های گوارانی و اسپانیایی هر دو رسمی هستند. گروهای کوچکی از مردم ایتالیایی، مردم آلمانی، ژاپنی، کره‌ای‌ها، چینی‌ها، اعراب، برزیلی‌ها و آرژانتین‌ها نیز در پاراگوئه سکنی گزیده‌اند که تا حدود زیادی زبان و فرهنگ پیشین خود را حفظ کرده‌اند.
جمعیت پاراگوئه به صورت ناهمگون در تمامی کشور پخش شده‌است. حدود ۵۶٪ پاراگوئه‌ای‌ها در نواحی شهری زندگی می‌کنند. تعداد کثیری از مردم در ناحیهٔ شرقی و نزدیک پایتخت و بزرگ‌ترین شهر، آسونسیون زندگی می‌کنند که ۱۰٪ جمعیت کشور را دربردارد. منطقهٔ چاکو که تقریباً ۶۰٪ وسعت پاراگوئه‌است. کمتر از ۲٪ جمعیت را در خود جای داده‌است.
اغلب مردم کشور دارای دین کاتولیک کلیسای رم و تعداد کمی منونیت و همچنین تعدادی اقلیت پروتستان می‌باشند.

## فرهنگ

نشان ملی پاراگوئه با نماد شیر و کلاه آزادی

پاراگوئه‌ای‌ها فرهنگ خود را با هنرهایی نظیر قلابدوزی ("آهو پوی") و توری بافی ("ناندوتی") ابراز می‌کنند. موسیقی پاراگوئه شامل رقص موزون پولکا، رقص گالوپا و رقص آرام گوارانیاس می‌باشد که با چنگ بومی نواخته می‌شود. آن‌ها همچنین از خوردن سوپا پاراگوئیما لذت می‌برند که شبیه به نان ذرت ضخیم است. این غذا از پنیر، پیاز، فلفل دلمه‌ای، پنیر روستایی، آرد ذرت زرد، شیر، ادویه جات، کره، تخم مرغ و مغز ذرت تازه تهیه می‌شود.
سال‌های ۱۹۵۰ و ۱۹۶۰ شاهد شکوفایی نسل جدیدی از رمان نویسان و شاعران پاراگوئه مثل خوزه ریکاردو مازو، روکه والیوس و آگرستو روآ باستوس بود. فیلم‌های پاراگوئه‌ای زیادی نیز ساخته شد.
مردمان طبقهٔ بالا عموماً یک یا دو نسل قبلشان رعیت بوده‌اند. این به آن معنی نیست که سلسله مراتب اجتماعی وجود ندارد. بلکه رابطهٔ بین شهرنشین و روستانشین، کارفرما و کارگر، کارگر یدی و فکری کماکان وجود دارد. از طرفی تغییر طبقاتی زیاد رخ می‌دهد و گاهی رعیتی فقیر، سربلندتر از مردم مرفه‌است.

زندگی اجتماعی عمدتاً حول خانوادهٔ بزرگ پدر و مادر، بچه‌ها و نزدیکان و پدربزرگ و مادر بزرگ می‌چرخد. پاراگوئه‌ای‌ها به خانوادهٔ خود بسیار وفادارند؛ و خانواده پناهگاه و پشتیبان آن‌ها به‌شمار می‌آید.

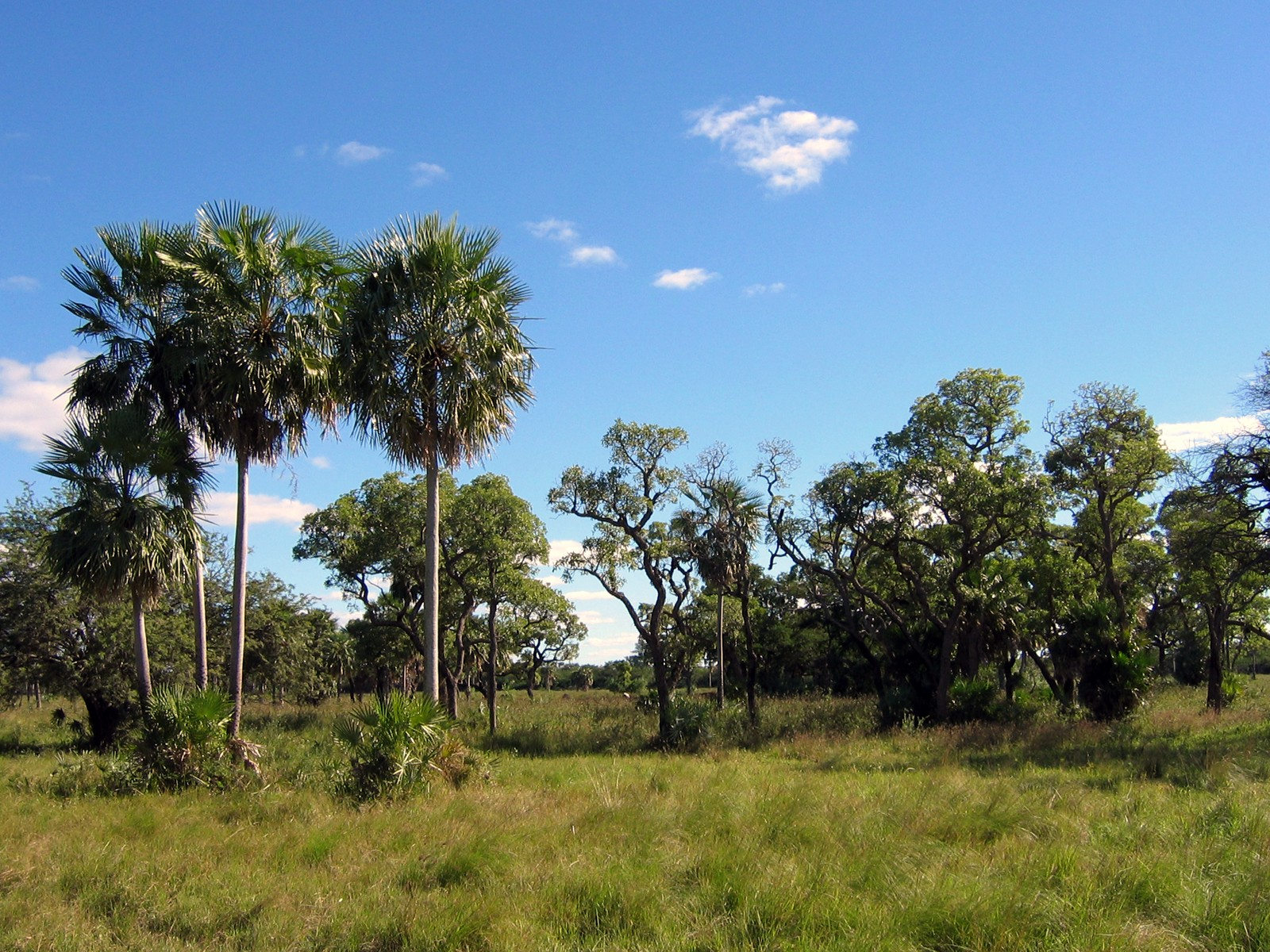
منظره‌ای در گران چاکو، پاراگوئه

علایق خانواده در این است که وارد چه حزبی شوند، با چه کسی ازدواج کنند، چه نوع کاری برای خود پیدا کنند. گاهی لباس قانون بر تن می‌کنند و گاهی در برخی موارد – از کشور مهاجرت می‌کنند. به جز دوستان معتمد قدیمی، به هر کسی که خارج از خانواده باشد با بی‌تفاوتی و گاهی با بدگمانی برخورد می‌کنند.
در داخل خانواده، ارزش‌های سنتی ارجحیت دارند. کودکان باید پیرو والدین خود باشند و زنان باید تابع شوهر خود باشند. والدین تعمیدی روابط خاصی با خانواده دارند؛ زیرا اغلب آن‌ها را به خاطر جایگاه اجتماعی مطلوبشان انتخاب می‌کنند تا امنیت بیشتری برای کودکان فراهم شود. خانواده احترام زیادی برای آن‌ها قائل می‌شود و در مقابل، توقع حمایت و پشتیبانی را از آن‌ها دارد.

## توضیحات
1. ↑  The reverse side of the Flag of Paraguay:
2. The reverse side of the National Seal of Paraguay:
3. ↑  The reverse side of the National Seal of Paraguay:

### روزنامه‌های اصلی
- ABC Color
- Última Hora
- La Nación